# Московское (Акмолинская область)
Московское (каз. Мәскеу) — село в Есильском районе Акмолинской области Казахстана. образует административно-территориальную единицу «Село Московское». 
- Код КАТО — 114865100[3].
- Код КАТО административной единицы — 114865000[4].

## География
Село расположено в 27 км на запад от районного центра города Есиль. Вдоль села протекает река Жаныспай.

## Население
В 1989 году население села составляло 919 человек (из них русских 56%).
В 1999 году население села составляло 819 человек (383 мужчины и 436 женщин). По данным переписи 2009 года, в селе проживало 711 человек (323 мужчины и 388 женщин).
| Динамика численности населения | Динамика численности населения | Динамика численности населения |
| 1989                           | 1999                           | 2009                           |
| ------------------------------ | ------------------------------ | ------------------------------ |
| 919                            | ↘819                           | ↘711                           |